# ژوزف لانیل
ژوزف لانیل (فرانسوی: Joseph Laniel‎؛ زادهٔ ۱۲ اکتبر ۱۸۸۹ – درگذشتهٔ ۸ آوریل ۱۹۷۵) سیاستمدار محافظه‌کار جمهوری چهارم فرانسه بود که از ۱۹۵۳ تا ۱۹۵۴ به مدت یک سال نخست‌وزیر این کشور بود. نخست‌وزیر لانیل کاندیدای ناموفق برای ریاست‌جمهوری فرانسه بود، پستی که رنه کوتی آن را به‌دست‌آورد.